# Geert-Jan Jonkman
Geert-Jan Jonkman (Andijk, 22 de gener de 1984) és un ciclista neerlandès, especialista amb el ciclisme en pista.

## Palmarès
- 2004
  - 1r a l'UIV Cup d'Amsterdam (amb Wim Stroetinga)
- 2007
  -  Campió dels Països Baixos en 50 km